# The Hero
«The Hero» (с англ. — «Герой») — финальная песня с альбома Flash Gordon британской рок-группы Queen. Была написана, как и весь альбом, специально для фильма «Флэш Гордон», однако в фильме звучит несколько иная версия, чем вышедшая на альбоме. В ленте песня звучит во время финальных титров, и имеет несколько небольших изменений: альтернативный вокал, удлинённое вступление.
Альбомная версия и версия фильма представляют собой ремикс собственно композиции «The Hero» и репризы песни «Flash’s Theme», однако на альбоме также вышла инструментальная композиция «Battle Theme», представляющая собой полную инструментальную версию «The Hero» без перехода во «Flash’s Theme». На концертах песня исполнялась с 1981 по 1982 годы, всегда сразу после исполнения песни «Flash». Во время Hot Space Tour «The Hero» исполнялась после проигрывания записи «Flash», открывая концерты. На концертах пелась только сама песня, причём скорость исполнения была гораздо медленнее, чем на альбоме.
Кроме ленты «Флэш Гордон», песня исполнялась в фильме «Типа крутой охранник».